# Derecske
Derecske è una città dell'Ungheria di 9.297 abitanti (dati 2001). È situata nella contea di Hajdú-Bihar.